# The Journal of Physical Chemistry C
The Journal of Physical Chemistry C (nach ISO 4 abgekürzt J. Phys. Chem. C) ist eines der wöchentlich erscheinende Publikationsorgane der American Chemical Society. Die Erstausgabe dieser Fachzeitschrift erschien im Oktober 1896 unter dem Titel The Journal of Physical Chemistry (abgekürzt J. Phys. Chem.). Von 1947 bis 1950 wurde der Name auf „Journal of Physical Chemistry and Colloid Chemistry“ erweitert, danach wurde wieder zum ursprünglichen Namen zurückgekehrt. 1997 erfolgte dann eine Aufspaltung in The Journal of Physical Chemistry A und The Journal of Physical Chemistry B, 2007 folgte noch The Journal of Physical Chemistry C.
Die veröffentlichten Artikel deckten bis zur Aufspaltung der Zeitschriften das gesamte Gebiet der Physikalischen Chemie ab, seither behandelt The Journal of Physical Chemistry A die Themen molekulare theoretische und experimentelle physikalische Chemie, The Journal of Physical Chemistry B Festkörper, weiche Materie und Flüssigkeiten und The Journal of Physical Chemistry C Nanotechnologie, Oberflächen, Katalyse und Elektronentransport.
Der Impact Factor lag im Jahr 2019 bei 4,189. Nach der Statistik des ISI Web of Knowledge wurde das Journal 2014 in der Kategorie physikalische Chemie an 29. Stelle von 139 Zeitschriften, in der Kategorie Nanowissenschaften und Nanotechnologie an 21. Stelle von 79 Zeitschriften und in der Kategorie multidisziplinäre Materialwissenschaft an 32. Stelle von 259 Zeitschriften geführt.
Chefredakteurin ist Joan-Emma Shea von der University of California in Santa Barbara, Kalifornien.